# Feresne
Feresne was de naam van een Romeinse nederzetting langs de heirbaan Maastricht-Nijmegen. Waarschijnlijk lag ze bij het huidige Mulheim.

## Vermelding
De plaats wordt vermeld op de Peutingerkaart als statio langs de weg van Atuatuca Tungrorum (Tongeren) naar Catualium (Heel). Ook wordt ze beschouwd als de geboorteplaats van pottenbakker Lucius Fere(s)nius, wiens oven in april 1971 te Coriovallum werd gevonden. Tevergeefs is gezocht naar een betekenis van de plaatsnaam. Indien hij een Gallo-Romaanse herkomst had, kon hij naar een veerboot verwijzen. In een tekst van Seneca duikt feresne op als zijnde een 2e persoon enkelvoud futurum van het werkwoord ferre (dragen), gevolgd door het vraagpartikel -ne, hetgeen betekent "zul je dragen?" maar om hier nou een verwijzing naar een veerboot in te lezen is erg onwaarschijnlijk en in strijd met Latijns idioom. Volgens de Peutingerkaart lag Feresne op zestien leugae van Tongeren en op veertien leugae van Heel. Als we de afstand tussen Tongeren en Heel in dertig stukken verdelen, bevindt zich de 16-14-verdeling ofwel bij Eisden (via de Via Belgica en de heirbaan Maastricht-Nijmegen) ofwel 1,5 km noordelijk daarvan (via het hypothetische deverticulum van Tongeren over Mopertingen naar Neerharen). Men kan zich echter niet louter op de afstanden van de kaart baseren, want ze zijn onbetrouwbaar en onmogelijk precies te berekenen.

## Vroegere situeringen
Omstreeks de millenniumwisseling heeft pater Theo Aerts de bestaande theorieën over Feresne verzameld. In dit werk volgde hij de stelling van Jules Vannérus, die Feresne had laten samenvallen met Oud-Dilsen. Vannérus veronderstelde dat de gelijkaardige schrijfwijzen van de "F" en de "T" kopieerfouten hadden veroorzaakt, waardoor de benaming "Teresne" moest zijn. Dit kan herleid worden tot Thilsena. Het toponiem "Vrietselbeek" had de oorspronkelijke beginklank wel behouden. Later werd de locatie verlegd naar de Veurzen. Vlakbij werden bovendien Romeinse bouwfragmenten uit de Oude Maas gehaald, maar deze konden van eender waar meegevoerd zijn.
Een andere veelbelovende theorie kwam van Hendrik Hardenberg. Hij meende dat de oudste naam van Eisden, "Eskede", steunde op "esc(h)e", de Middelnederlandse schrijfwijze voor de es. Deze plant heet in het Latijn fraxinus, waarvan de naam "Feresne" afgeleid kon zijn. Zo was deze plantennaam ook in het Frans verbasterd tot fraisne, om tot het huidige frêne te komen. "Eisden" en "Feresne" overdekten elkaar dus begripsmatig. Later werd echter geopperd dat "Eisden" niet met "esc(h)e" verbonden kon worden, omdat de schrijfwijze met een "k", "c", "ch" slechts eenmaal voorkwam.

## Huidige opvatting
Oorspronkelijk volgde Jozef Habets de stelling dat Feresne met Rekem overeenkwam, maar hij herzag zijn mening toen hij in Mulheim een Romeinse tempel ontdekte. Bovendien stroomt ook hier de Vrietselbeek waaraan Feresne haar naam kan hebben gegeven. Met haar Romeinse tempel en een Romeinse begraafplaats overtrof Mulheim alvast Dilsen, maar voor het Maasland zijn dit geen buitengewone vondsten; er werd dan ook volop verder gespeculeerd over plaatsen waar meer sporen uit de Romeinse tijd waren opgedoken. Een van deze plaatsen was Elen, naar voren geschoven door Jules Ceysens.
Ook Hendrik Van de Weerd, zelf Elenaar, volgde aanvankelijk deze stelling, maar schaarde zich in de jaren veertig bij de groeiende groep historici die geloofden dat Feresne Mulheim was. Voor hen bood zich een doorslaggevend argument aan toen Etienne Paulissen zijn geologische studie van het Maasland voltooide. Deze wees uit dat de Romeinen zich enkel op de dekzandgronden vestigden, veilig boven het toenmalige overstromingsgebied van de Maas. Mulheim ligt op deze dekzandgronden, terwijl Dilsen te midden van de alluviale vlakte ligt. Het is bijgevolg onwaarschijnlijk dat in Dilsen ooit een Romeinse nederzetting heeft gelegen.